# Draw My Life
«Draw My Life» — жанр видеороликов в интернете, в котором автор рассказывает историю своей жизни, рисуя на доске иллюстрации ключевых фигур и событий своей жизни, ускоряя процесс для зрителя. Рисунки могут быть либо очень простыми, либо полностью детализированными; также они могут быть созданы в цифровом виде или оцифрованны. Часто видео раскрывают ранее скрытые огорчительные или неудачные истории или истории и заканчиваются тем, что автор благодарит свою аудиторию за помощь в их успехе. 
Первое видео в этом жанре было опубликовано на YouTube ирландским ютубером и музыкантом Браем в сентябре 2011 года. Жанр стал трендовым на YouTube в 2013 году, когда различные ютуберы начали загружать подобные видео; некоторые из них появились в популярных новостных СМИ. Изначально видеоролики жанра Draw My Life были придуманы для вымышленных персонажей, не связанных с YouTube, таких как Гарри Поттер и подобных.